# Халилецкий, Георгий Георгиевич
Георгий Георгиевич Халилецкий (8 марта 1920, Kурск — 4 декабря 1977, Владивосток) — русский советский писатель. Автор книг о Приморье и моряках-тихоокеанцах. Член Союза писателей СССР с 1947 года. Заслуженный работник культуры РСФСР (1970). В 1940—1950 годах — служил на Тихоокеанском флоте, фронтовой корреспондент газеты «Боевая Вахта». В 1950—1957 годах — Ответственный секретарь Приморского отделения Союза писателей СССР.

## Биография
Родился в 1920 году в Курске. Русский. Отец — служащий Курской железнодорожной управы, вольноопределяющийся в годы Первой мировой войны, с 1918 года — вступивший в Красную Армию, погиб в Гражданскую войну в год рождения сына.
С 15 лет помогая матери учебу в вечерней школе совмещал с работой, вступил в комсомол.
Печататься начал ещё в школе — в Курске считался одним из ведущих деткоров областной газеты «Пионер». В 1937 году были опубликованы первые стихи молодого поэта.
Работал корреспондентом курского областного отдела ТАСС, литературным сотрудником газеты «Свободный труд», корреспондент «Литературной газеты» по Курской области.
В 1940 году призван на срочную службу, которую проходил краснофлотцем на Тихоокеанском флоте, где через год — в 1941 году, с началом Великой Отечественной войны, поступил на офицерские курсы, по окончании которых получил звание младшего лейтенанта, в 1943 году вступил в ВКП(б), и был принят в редакцию «Боевой Вахты» — газеты Тихоокеанского флота.

Там беседовал со мной очень тощий и очень серьезный младший лейтенант Георгий Халилецкий, сам в ту пору начинающий поэт, стихи которого мне нравились.— будущий писатель Владимир Успенский, а в 1944 году - радист сторожевого корабля «Вьюга»
В 1944 году выступил в альманахе «Советское Приморье».
В августе 1945 года младший лейтенант Халилецкий выпустил свой первый сборник стихов «На Тихом океане».
В августе 1945 года награждён Орденом Красной Звезды.
В 1946—1947 годах вышли ещё два сборника стихов, в 1947 году принят в члены Союза писателей СССР.
В августе 1949 года образовалось Приморское отделение Союза писателей РСФСР, и 29-летнего литератора, только что демобилизовавшегося в звании капитана, избрали ответственным секретарём, на этой должности работал до 1957 года, одновременно был редактором альманаха «Советское Приморье».
В 1954 году выпустил первую повесть «Большое плавание» посвященную морякам-артиллеристам.
Член Союза журналистов СССР, с 1957 года был собственным корреспондентом «Литературной газеты», с 1964 года — «Экономической газеты».
В 1965 году Н. Басиным была поставлена его пьеса «Шторм восемь баллов».
Активно участвуя в литературной жизни края выступал с литературно-критическими материалами.
Много ездил по Дальнему Востоку, встречался с людьми, много писал — при жизни было выпущено около 30 книг.
Умер в 1977 году во Владивостоке, похоронен на Морском кладбище.

## Награды
- Орден Красной Звезды (29.08.1945)
- Заслуженный работник культуры РСФСР (1970)
- Серебряная медаль им. А. А. Фадеева (1975) — за разработку военной темы.
- Золоченый офицерский кортик — за разработку военно-морской темы, кортик вручён Маршалом Советского Союза Р. Я. Малиновским

## Творчество
Значит. место в творчестве занимает описание будней военных моряков, тема защиты Родины. В других произведениях — тематика расширяется; их герои — люди Дальнего Востока, рабочие и ученые, геологи, охотники, учителя — люди, решающие современные нравственные проблемы. Писатель тяготеет к светлым романтичным краскам.— Н. Н. Яновский — Георгий Георгиевич Халилецкий // Краткая литературная энциклопедия

Треть века живет на Дальнем Востоке писатель Георгий Халилецкий. Вдоль и поперек исколесил он этот огромный край. Встречался с тысячами интереснейших людей. Писатель обрел здесь вторую родину, навсегда полюбил удивительно щедрую землю Приморья, ее людей. И поэтому все его произведения — о дальневосточниках.— Октябрь, 1970 год

Военный журналист в годы Великой Отечественной войны, он на всю жизнь сберег любовь к океану, к людям, которые несут в голубых просторах свою службу, к теме моря. Ему по-прежнему близки проблемы, которые волнуют флот. …Еще раз хочется подчеркнуть, что Халилецкий не просто берет для своих произведений тему Военно-Морского Флота. Она близка и дорога ему, она пришла в его творчество вместе с минувшей войной, она кровно связана с Дальневосточной землей.— Морской сборник, 1973 год

## Память
В 2015 году в рамках программы «Приморье литературное» в Приморской краевой публичной библиотеке им. А. М. Горького была проведена книжная выставка «Человек своего поколения» посвящённая 95-летию писателя.